# Charles Chanson
Charles Marie Ferreol Chanson (1902–1951) là một tướng lĩnh quân đội Pháp, từng giữ chức Chỉ huy trưởng lực lượng viễn chinh Pháp tại Nam Việt Nam trong Chiến tranh Đông Dương.
Charles Chanson sinh ngày 18 tháng 2 năm 1902 tại Grenoble (Pháp), trong một gia đình có truyền thống quân sự. Ông cố, Achille Chanson và cha, Henri Chanson, đều là những tướng lĩnh pháo binh.
Sau khi theo học tại trường Ecole Polytechnique (1922-1924), Charles Chanson tiếp tục theo học tại trường Pháo binh ở Fontainebleau và tốt nghiệp tại đây năm 1926. Sau một thời gian ngắn phục vụ tại Trung đoàn Pháo binh 3 và 8, ông được chuyển đến Trung đoàn Pháo binh 64 ở Maroc thuộc Pháp vào cuối năm 1927, nơi ông tham gia vào việc trấn áp dân bản xứ trong những năm sau đó. Giữa năm 1932, ông chuyển đến Trung đoàn Pháo binh 67 tại Constantine thuộc Algeria.
Sau các chức vụ hành chính tại khu huấn luyện quân sự Mailly-le-Camp vào năm 1935, tại văn phòng pháo binh của Bộ Chiến tranh và tại trường bách khoa École, ông theo học trường École supérieure deionaryre năm 1939 và do đó đủ tiêu chuẩn trở thành một sĩ quan tham mưu.
Khi Thế chiến thứ hai nổ ra, Chanson đã phục vụ trong nhiều bộ phận tham mưu khác nhau, bao gồm cả ở Tập đoàn quân 6. Dù thất bại trong Trận chiến nước Pháp, Chanson lại được trao tặng Bắc đẩu Bội tinh vì "thành tích" tại Mặt trận phía Tây.
Sau một thời gian đóng ở Marseille, Chanson được chính quyền Vichy chuyển đến Algiers vào đầu năm 1941, nơi ông làm nhiệm vụ tham mưu dưới quyền Darlan và Juin. Khi quân Đồng minh mở Chiến dịch Torch để chiếm Algiers, Chanson đã chiến đấu bên phía Vichy. Tuy nhiên, sau khi chính quyền Vichy ở Bắc Phi đầu hàng Đồng minh, Chanson vẫn giữ được chức vụ của mình ở Algiers. Năm 1944, Chanson được điều chuyển đến Vương quốc Anh với tư cách là tùy viên quân sự và cuối cùng làm sĩ quan liên lạc tại bộ tham mưu của tướng Dwight D. Eisenhower ở Đức.
Tháng 10 năm 1945, Chanson, lúc này với cấp bậc Đại tá, được trao quyền chỉ huy pháo binh của Sư đoàn Bộ binh Thuộc địa số 3 mới thành lập dưới quyền tướng Georges Nyo. Bấy giờ, những người Việt Nam dưới sự lãnh đạo của Việt Minh đã tuyên bố độc lập và thành lập Việt Nam Dân chủ Cộng hòa. Ở miền Nam, họ phát động cuộc chiến để chóng lại mưu toan đưa người Pháp trở lại cai trị. Tháng 2 năm 1946, sư đoàn của Chanson lên đường đến Marseille để di chuyển đến Đông Dương để đàn áp phong trào độc lập bản xứ.
Khi đến Nam Việt Nam, Chanson được bổ nhiệm làm chỉ huy trưởng thành phố Sài Gòn - Chợ Lớn vào tháng 3 năm 1946, trước khi nhận trách nhiệm ở Secteur des Vaïcos (Biệt khu Vàm Cỏ) ở khu vực biên giới Campuchia. Vì thành tích trấn áp quân Việt Minh, ông được trao tặng Bắc đẩu Bội tinh vào tháng 4 năm 1947.
Tháng 9 năm 1947, Chanson được thăng cấp Chuẩn tướng và tháng 12 năm sau được bổ nhiệm làm phó chỉ huy trưởng quân viễn chinh Pháp tại Nam Kỳ.
Tháng 4 năm 1948, Chanson được bổ nhiệm làm chỉ huy trưởng quân viễn chinh Pháp tại Bắc Kỳ. Tại đây, Chanson đã chạm trán với quân chính quy của Việt Minh đã thành công nhất định khi đầy lùi họ về phía biên giới với Trung Quốc.
Tháng 9 năm 1948, nhiệm kỳ đầu tiên của Chanson tại Đông Dương kết thúc. Từ tháng 2 đến tháng 11 năm 1949, Chanson đứng đầu trường pháo binh ở Idar-Oberstein trong vùng Pháp chiếm đóng.
Tháng 11 năm 1949, Chanson trở lại Đông Dương và được bổ nhiệm thay tướng Boyer de Latour làm Tư lệnh lực lượng Liên hiệp Pháp tại Nam Kỳ. Ông cũng đồng thời giữ chức Ủy viên Cộng hòa Pháp tại Nam Kỳ, kiêm quản việc hành chính dân sự. Trong vòng một năm, ông đã hành động tích cực chống lại lực lượng Việt Minh tại miền Nam dưới sự chỉ huy của tướng Nguyễn Bình, gây nhiều thiệt hại nghiêm trọng cho họ. Đến mùa xuân năm 1951, người Pháp dường như đã phần nào kiểm soát được tình hình chiến sự ở Nam Kỳ. Nhờ đó, tháng 5 năm 1951, ông được thăng Bắc Đẩu bội tinh đệ Tam đẳng.
Ngày 31 tháng 7 năm 1951, một cảm tử quân đánh bom liều chết theo đạo Cao Đài đã kích nổ quả bom trong một buổi lễ có sự tham dự của Chanson tại Sa Đéc. Thủ hiến Nam Việt Thái Lập Thành tử vong ngay trong vụ nổ. Riêng Chanson bị thương nặng, được đưa đến Bệnh viện Quân y Vĩnh Long gần đó, nhưng vẫn không qua khỏi và qua đời ở tuổi 49.